# Georg Wilhelm von Raumer
Georg Wilhelm von Raumer, född den 19 november 1800 i Berlin, död där den 11 mars 1856, var en tysk ämbetsman, son till Karl Georg von Raumer.
von Raumer var 1843–1852, liksom tidigare fadern, direktor för de preussiska statsarkiven. Han utgav bland annat åtskilliga arbeten (särskilt aktpublikationer) rörande Brandenburgs historia.